# Handsacre
Handsacre – wieś w Anglii, w hrabstwie Staffordshire, w dystrykcie Lichfield. Leży 19 km na południowy wschód od miasta Stafford i 182 km na północny zachód od Londynu.